# ويليام ريغلي جونيور الثاني
ويليام ريغلي جونيور الثاني (بالإنجليزية: William Wrigley, Jr. II)‏ هو رائد أعمال أمريكي، ولد في 6 أكتوبر 1963.

## وصلات خارجية
- ويليام ريغلي جونيور الثاني على موقع إن إن دي بي (الإنجليزية)